# 武良布枝
武良 布枝（婚前本姓：飯塚，1932年1月6日—），生於日本島根縣安來市，日本漫畫家水木茂（本名武良茂）之妻，為專業主婦與散文家。其自傳《鬼太郎之妻》曾被改編為連續劇。

## 生平
其父藤兵衛，其家從事煙草製造，經營和服織物店。其父曾任村議会議員。二次大戰結束後，他們家又經營酒屋。
1961年，與漫畫家水木茂結婚。兩人婚後生有二女，尚子與悅子。
2008年，出版自傳《鬼太郎之妻》。